# Michael Ambichl
Michael Ambichl (Sankt Pölten, 26 aprile 1991) è un calciatore austriaco, centrocampista del Kremser SC.

## Caratteristiche tecniche
È un centrocampista centrale.

## Carriera
Cresciuto nelle giovanili del St. Pölten, ha esordito in prima squadra il 14 luglio 2009 in occasione del match vinto 2-0 contro il Dornbirn.